# پما چدرن
پما چُدْرُن (به انگلیسی: Pema Chödrön) (པདྨ་ཆོས་སྒྲོན། padma chos sgron، به مهنای «لامپ دارمای نیلوفر آبی») زاده شده با نام دیر بلومفیلد-براون، در ۱۴ ژوئیه ۱۹۳۶، یک آمریکایی بودایی تبتی است. او یک راهبه منصوب شده، آچاریا سابق بودیسم شامبالا و شاگرد چوگیام ترونگپا رینپوچه است. چُدْرُن چندین کتاب و کتاب صوتی نوشته‌است و معلم اصلی صومعه گامپو در نوا اسکوشیا است.

## سنین جوانی و تحصیلات
چِدْرُن در سال ۱۹۳۶ در شهر نیویورک با نام دیر بلومفیلد-براون متولد شد. او کاتولیک بزرگ شد و در مدرسه دوشیزه پورتر در فارمینگتون، کنتیکت تحصیل کرد و در مزرعه‌ای در نیوجرسی با یک برادر و خواهر بزرگتر، بزرگ شد. او مدرک لیسانس ادبیات انگلیسی را از کالج سارا لارنس و مدرک کارشناسی ارشد را در آموزش ابتدایی از دانشگاه کالیفرنیا، برکلی دریافت کرد.

## مسیر

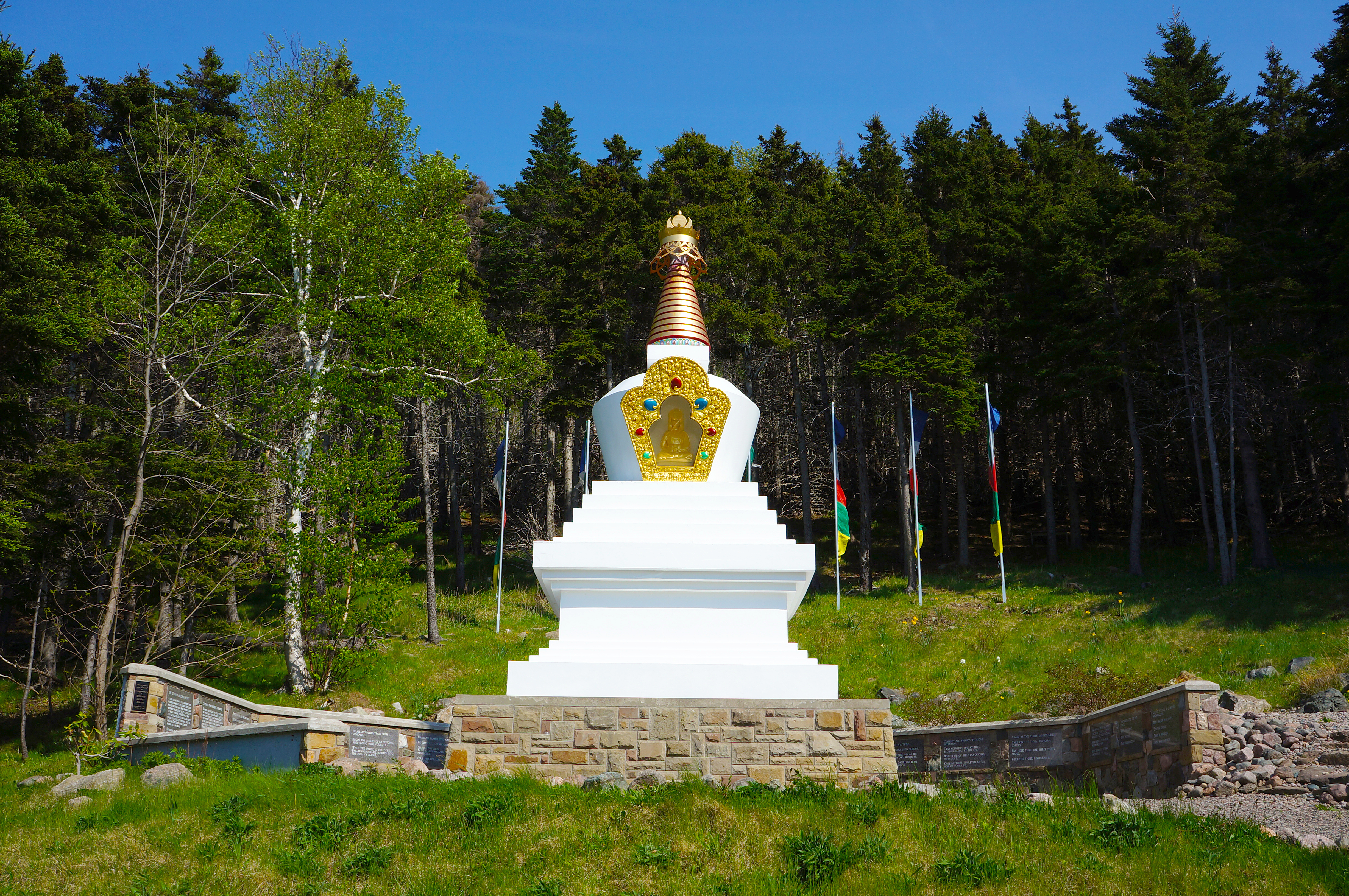
استوپای روشنگری در صومعه گامپو چِدْرُن

چُدْرُن در طول سفرهای مکرر به لندن در طی چندین سال تحصیل را با لاما چیم رینپوچه آغاز کرد. هنگامی که در ایالات متحده بود، او با چوگیام ترونگپا (به انگلیسی: Chögyam Trungpa) در سانفرانسیسکو تحصیل کرد. در سال ۱۹۷۴، او یک راهبه بودایی مبتدی زیر نظر رانگیونگ ریگپه دورجه، شانزدهمین گیالوا کارماپا شد. در هنگ کنگ در سال ۱۹۸۱ او اولین آمریکایی در سنت وجره‌یانه شد که کاملاً راهبه شد.
ترانگپا در اوایل دهه ۱۹۸۰ چُدْرُن را به عنوان مدیر مرکز بولدر شامبالا در کلرادو منصوب کرد. چدرن در سال ۱۹۸۴ به صومعه گامپو نقل مکان کرد، اولین صومعه بودایی تبتی در آمریکای شمالی برای مردان و زنان غربی، و اولین مدیر آن در سال ۱۹۸۶ شد اولین کتاب چُدْرُن، حکمت بدون فرار، در سال ۱۹۹۱ منتشر شد سپس، در سال ۱۹۹۳، زمانی که پسر ترونگپا، ساکیونگ میفام رینپوچه، رهبری‌تبار شامبالای پدرش را بر عهده گرفت، به او عنوان آچاریا داده شد.
در سال ۱۹۹۴، او به سندرم خستگی مزمن مبتلا شد، اما به تدریج وضعیت سلامتی او بهبود یافت. در این دوره، او با زیگار کنگترول رینپوچه آشنا شد و او را به عنوان معلم خود برگزید. در آن سال او دومین کتاب خود را با نام «از جایی که هستی شروع کن» و در سال ۱۹۹۶، «وقتی همه چیز فرو می‌پاشد» را منتشر کرد. زمانی برای از دست دادن وجود ندارد، تفسیری بر راهنمای شانتیدوا برای شیوه زندگی بودیساتوا ، در سال ۲۰۰۵ منتشر شد در آن سال، چدرون به عضویت کمیته بیکشونی‌های غربی درآمد. تمرین صلح در زمان جنگ در سال ۲۰۰۷ منتشر شد در سال ۲۰۱۶ جایزه جهانی Bhikkhuni را که توسط انجمن بودایی چینی Bhikkhuni تایوان ارائه شده بود، دریافت کرد. در سال ۲۰۲۰ او از نقش آچاریا در شامبالا بین‌المللی استعفا داد و گفت: «با توجه به هدایت و مسیر نابخردانه‌ای که شامبالا دارد می‌رود، من احساس می‌کنم که دیگر نمی‌توانم به عنوان نماینده و معلم ارشد شامبالا ادامه دهم.»

## تدریس
چُدْرُن هر زمستان، استراحت سنتی Yarne را در گامپو ابی و هر تابستان راهنمای شیوه زندگی بودیساتوا را در برکلی آموزش می‌دهد. موضوع اصلی تدریس او اصل «شنپا» یا وابستگی (اوپادانا) است، که او آن را لحظه‌ای که فرد به چرخه‌ای از افکار و اعمال منفی یا خود ویرانگر عادت می‌کند، تعبیر می‌کند. به گفته چدرن، این زمانی اتفاق می‌افتد که چیزی در زمان حال، واکنشی را نسبت به تجربه‌ای از گذشته تحریک می‌کند.

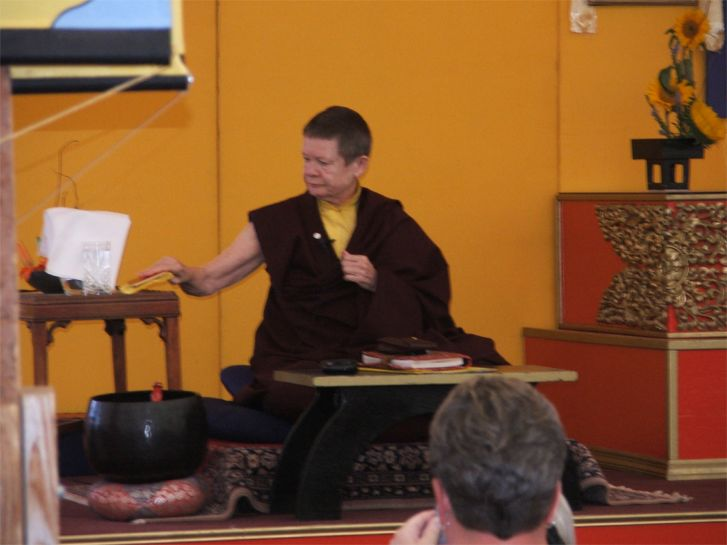
پما چودرون در حال سخنرانی از کتابش «زمان برای از دست دادن نیست»، ۲۰۰۵

## زندگی شخصی
چُدْرُن در سن ۲۱ سالگی ازدواج کرد و دو فرزند داشت اما در اواسط دهه بیست سالگی‌اش طلاق گرفت. او دوباره ازدواج کرد و هشت سال بعد برای بار دوم طلاق گرفت. او سه نوه دارد که همگی در منطقه خلیج سانفرانسیسکو زندگی می‌کنند.